# Viento solar

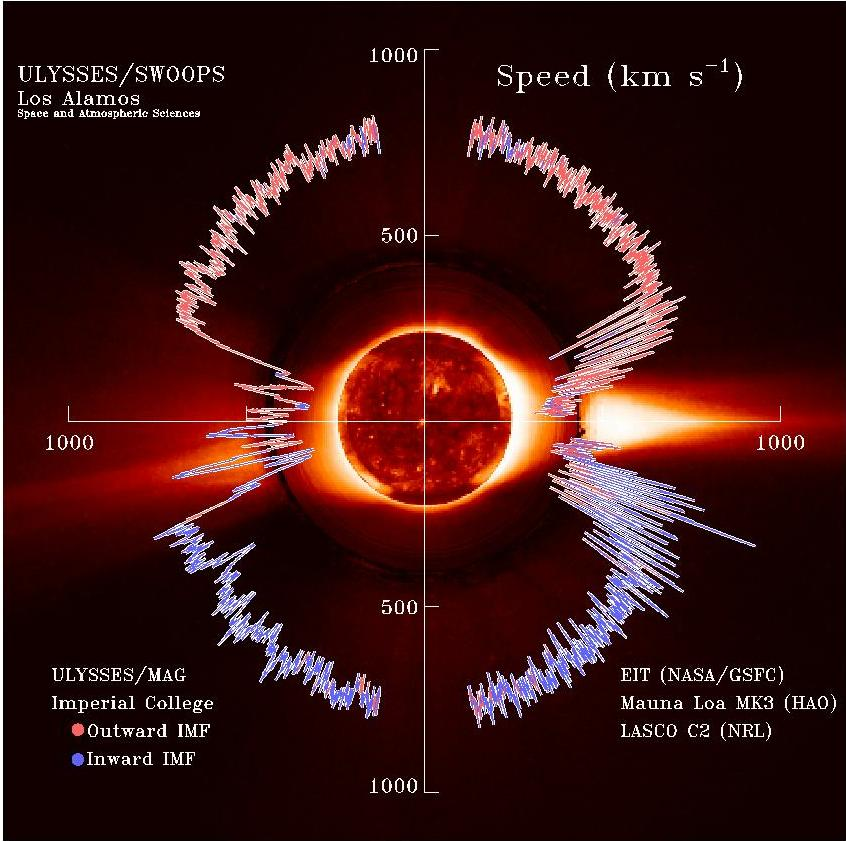
Observaciones del Ulysses de velocidad de viento solar en función de la latitud de helio durante un mínimo solar. El viento leve (~400 km/s) se confina a las regiones ecuatoriales, mientras el viento fuerte (~750 km/s) se ve sobre los polos. Los colores rojo/azul muestran las polaridades interior/exterior del campo magnético heliosférico.

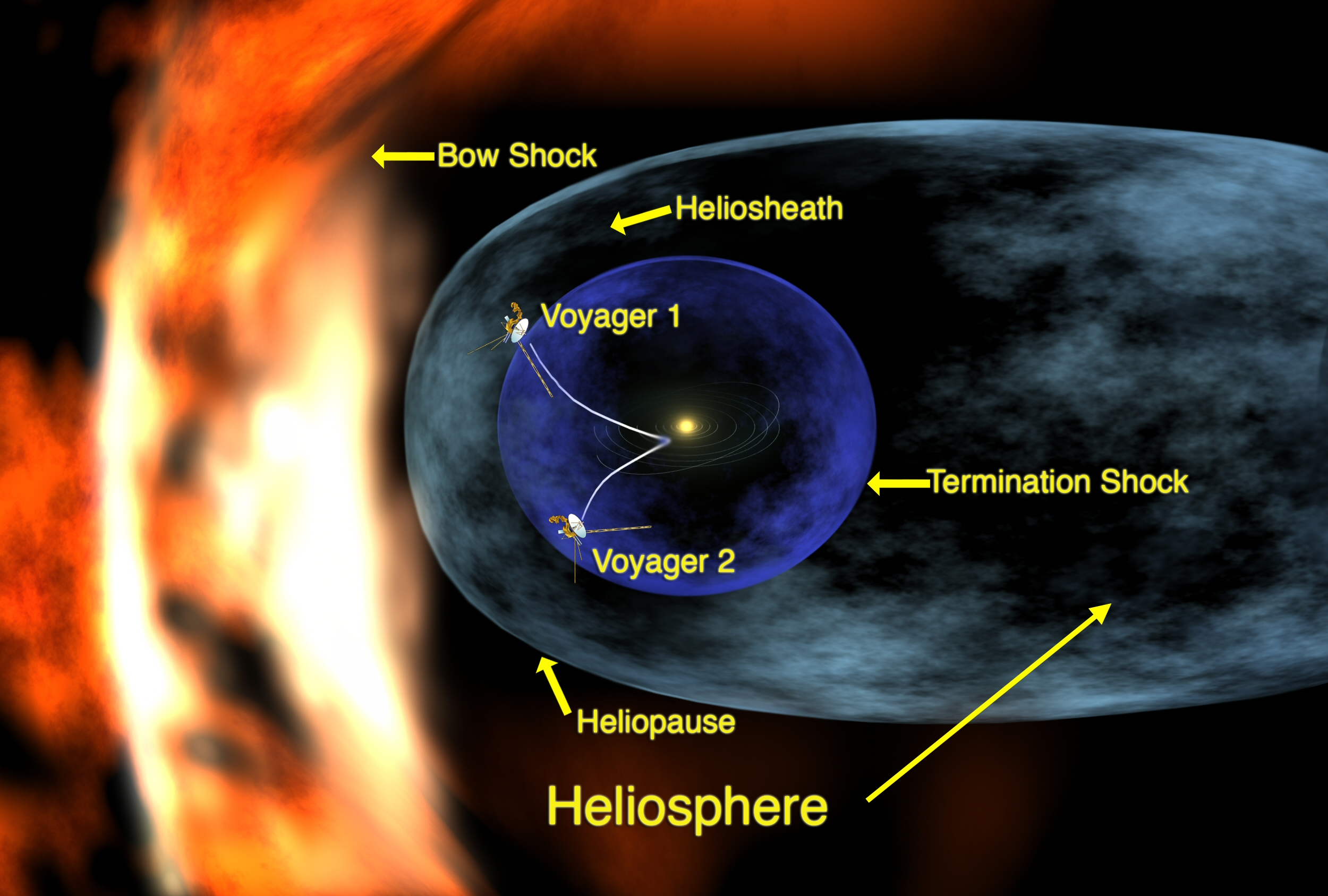
El plasma del viento solar al llegar a la heliopausa.

El viento solar es una corriente de partículas cargadas que se liberan desde la atmósfera superior del Sol, llamada corona solar. Este plasma consiste mayormente en electrones, protones y partículas alfa con energías térmicas de entre 1,5 y 10 eV. Incrustado en el plasma solar-eólico, está el campo magnético interplanetario. El viento solar varía en densidad, temperatura y velocidad a lo largo del tiempo, y sobre la latitud y la longitud solar. Sus partículas pueden escapar de la gravedad del Sol por su alta energía gracias a la alta temperatura de la corona, que a su vez resulta del campo magnético coronal.
La corona solar se compone de plasma, una atmósfera de gas ionizado, y no es estática, se mueve llegando incluso a abandonar la estrella. Este movimiento de la corona es el llamado viento solar, o viento estelar para toda estrella de forma genérica. Este viento tiene principalmente electrones y protones, pero también trazas de núcleos de helio y otros elementos, con energías por lo general de entre 10 y 100 keV. El flujo de movimiento de estas partículas variará según la temperatura y el tiempo que lleven activas tras ser eyectadas e incluso pueden escapar a la gravedad del Sol por su alta energía cinética y la alta temperatura de la corona solar.
El viento solar crea la heliosfera, una burbuja que rodea el sistema solar en el medio interestelar. Otros fenómenos son las tormentas geomagnéticas,  que pueden destruir redes de energía en la Tierra, las auroras polares (del norte y del sur), y el plasma de las colas de los cometas que siempre apuntan en dirección contraria al sol.
En el siglo XIX el astrónomo británico Richard C. Carrington, cien años antes del descubrimiento del viento solar, sugirió la existencia de un flujo continuo de partículas que fluyen hacia el exterior del Sol. En 1859 Richard C. Carrington y Richard Hodgson observaron por primera vez un estallido repentino de energía de la atmósfera solar, lo que más tarde se conocería como llamarada solar. Al día siguiente se observó una tormenta geomagnética y Carrington sospechó de una conexión entre la llamarada solar y la tormenta electromagnética. Luego George Fitzgerald sugirió que la materia expulsada de forma acelerada desde el Sol llega a la Tierra varios días más tarde.
En 1910 el astrofísico británico Arthur Eddington esencialmente sugirió la existencia del viento solar, sin nombrarlo así, en un artículo sobre el cometa Morehouse. La idea nunca quedó configurada por completo, aunque Eddington también había hecho una sugerencia similar el año anterior. En este último caso postuló que el material expulsado consistía en electrones, mientras que en su estudio del cometa Morehouse suponía que serían iones.
El verdadero descubridor del viento solar fue Eugene Parker que en 1958 publicó su teoría de que la corona solar se movía en un flujo supersónico desde el Sol al cual llamó viento solar. Esta publicación creó polémica entre los que pensaban que Parker tenía razón y los que pensaban que estaba equivocado. Se requirieron cuatro misiones espaciales rusas y siete estadounidenses para resolver la controversia. La prueba definitiva se obtuvo en 1962 con los datos de la sonda Mariner 2 en ruta hacia Venus.
En 1990 se lanzó la sonda Ulysses para estudiar el viento solar desde altas latitudes solares. Todas las observaciones anteriores se habían realizado en o cerca del plano de la eclíptica del sistema solar.

## Composición
La composición elemental del viento solar en el sistema solar es idéntica a la de la corona solar: un 73 % de hidrógeno y un 25 % de helio, con algunas trazas de impurezas. Las partículas se encuentran completamente ionizadas, formando un plasma muy poco denso. En las cercanías de la Tierra la velocidad del viento solar varía entre 200 y 889 km/s, con un promedio de unos 450 km/s. El Sol pierde aproximadamente 800 kg de materia por segundo en forma de viento solar.
Dado que el viento solar es plasma, extiende consigo el campo magnético solar. A una distancia de 160 millones de km la rotación solar barre al viento solar en forma de espiral, arrastrando sus líneas de campo magnético, pero más allá de esa distancia el viento solar se dirige hacia el exterior sin mayor influencia directa del Sol. Las explosiones desusadamente energéticas de viento solar causadas por manchas solares y otros fenómenos atmosféricos del Sol se denominan "tormentas solares" y pueden someter a las sondas espaciales y los satélites a fuertes dosis de radiación. Las partículas de viento solar que son atrapadas en el campo magnético terrestre muestran tendencia a agruparse en los cinturones de Van Allen y pueden provocar las auroras boreales y las auroras australes cuando chocan con la atmósfera terrestre cerca de los polos geográficos. Otros planetas que tienen campos magnéticos similares a los de la Tierra también tienen sus propias auroras.

## Causa y efecto
El viento solar forma una "burbuja" en el medio interestelar (hidrógeno y helio gaseosos en el espacio intergaláctico). El punto en el que la fuerza ejercida por el viento solar no es suficientemente importante como para desplazar el medio interestelar se conoce como heliopausa y se considera que es el "límite" más exterior del sistema solar. La distancia hasta la heliopausa no es conocida con precisión y probablemente depende de la velocidad del viento solar y de la densidad local del medio interestelar, pero se sabe que está mucho más allá de la órbita de Plutón.

### Sobre la magnetosfera

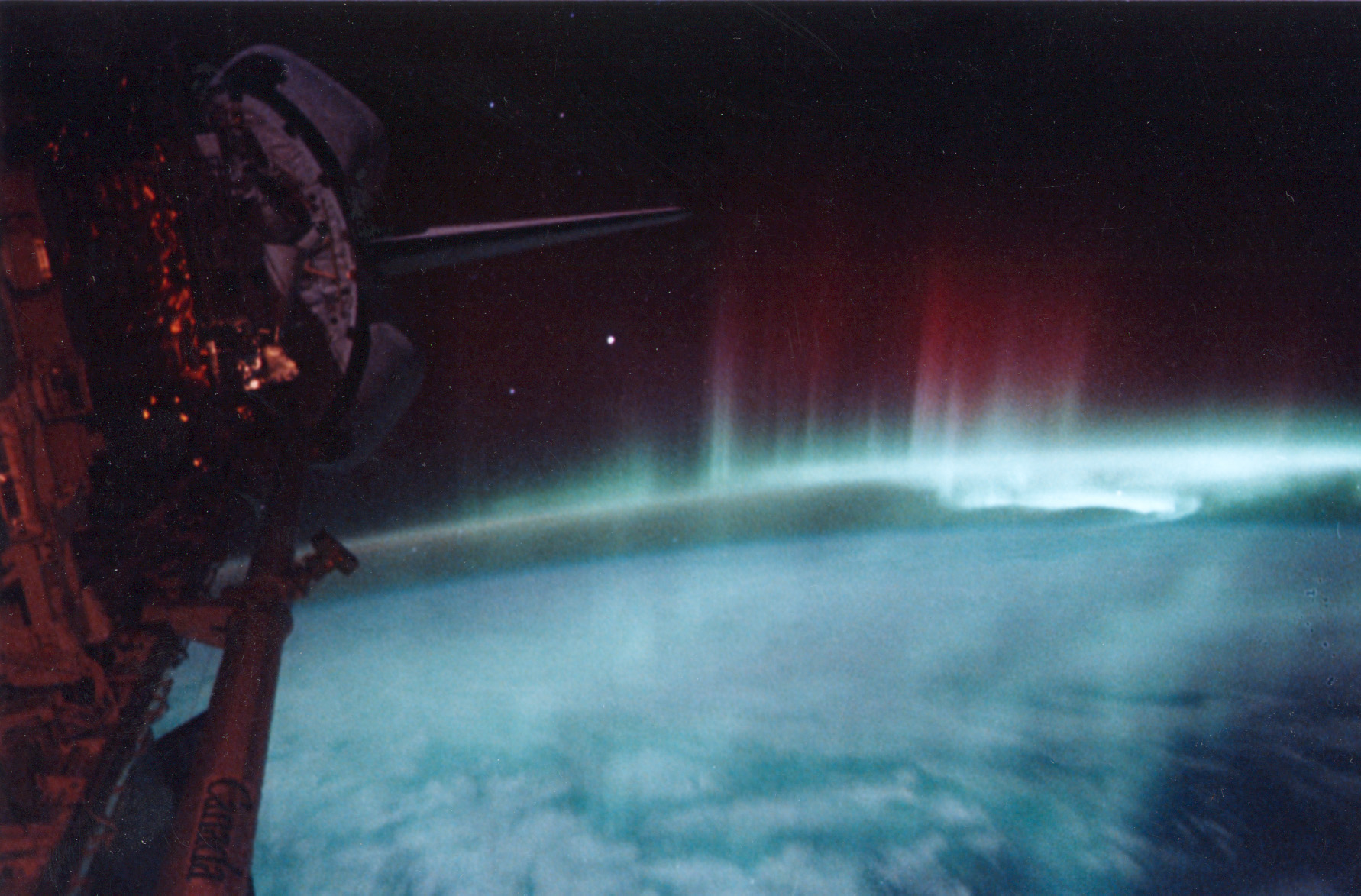
Vista de una aurora desde una lanzadera espacial.

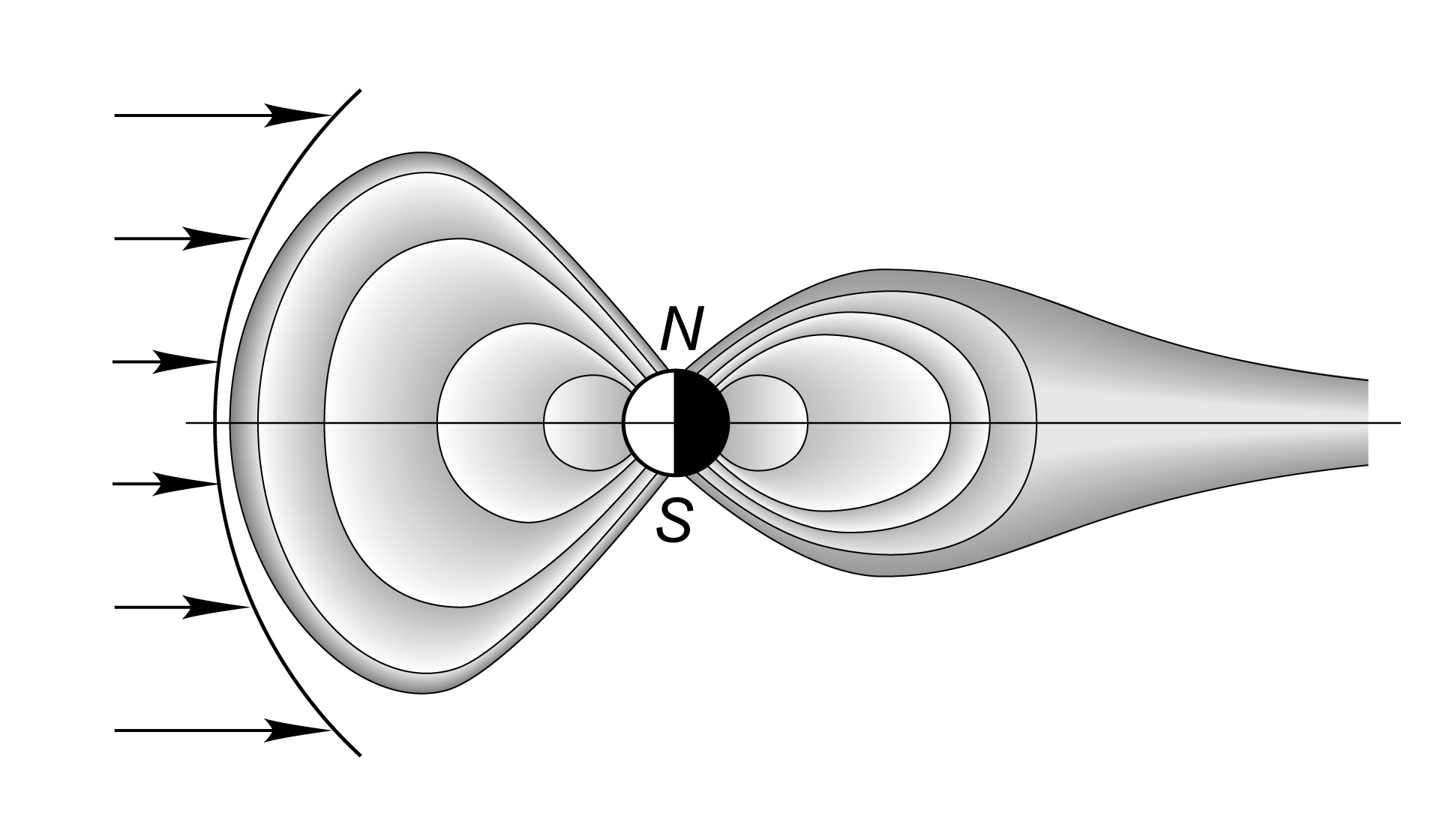
Viento solar en la magnetósfera terrestre.

Cuando el viento solar se acerca a un planeta que tiene un campo magnético bien desarrollado, como la Tierra, Júpiter y Saturno, la fuerza de Lorentz es capaz de desviar las partículas. La magnetosfera de un planeta evita que las partículas procedentes del Sol impacten directamente en su atmósfera o su superficie. La magnetosfera tiene más o menos la forma de un hemisferio en el lado hacia el Sol, y en consecuencia forma una larga estela en el lado opuesto, de unos 300 000 km de largo. El límite de esta región se llama magnetopausa, y algunas de las partículas del viento solar son capaces de penetrar la magnetosfera a través de ella.
La Tierra está protegida del viento solar por su campo magnético, que desvía la mayor parte de las partículas cargadas, y la mayoría de estas partículas quedan atrapadas en el cinturón de radiación de Van Allen. El viento solar solo es observable en la Tierra en forma de fenómenos como las auroras y las tormentas geomagnéticas. En el primer caso el plasma solar se expande en la magnetosfera, lo que causa el aumento del tamaño de la geosfera de plasma y el escape de la materia atmosférica en el viento solar, lo que provoca la aparición de auroras brillantes fuertemente ionizadas en la ionosfera. Las tormentas geomagnéticas, en cambio, se producen cuando la presión del plasma contenido dentro de la magnetosfera es lo suficientemente grande como para expandirse y por tanto distorsionar el campo electromagnético, perturbando las comunicaciones de radio y televisión terrestres.
El campo magnético del viento solar es el responsable de la forma general de la magnetósfera de la Tierra, y las fluctuaciones en su velocidad, densidad, dirección, y arrastre afectan en gran medida el medio ambiente local en el espacio de la Tierra. Por ejemplo, los niveles de radiación ionizante y la interferencia de radio pueden variar por factores de cientos a miles, y la forma y la ubicación de la magnetopausa y la onda de choque en la parte directa al sol puede cambiar varias veces el radio de la Tierra, lo cual puede causar que los satélites geoestacionarios tengan una exposición al viento solar directa. Estos fenómenos son llamados colectivamente meteorología espacial.

### Sobre laatmósfera
El viento solar afecta a los rayos cósmicos entrantes que interactúan con la atmósfera de los planetas. Por otra parte los planetas con una magnetosfera débil o inexistente están sujetos al agotamiento de su atmósfera por el viento solar.
Venus, el planeta más cercano y más similar a la Tierra en nuestro sistema solar, tiene una atmósfera 100 veces más densa que la nuestra. Las sondas espaciales modernas han descubierto una cola de cometa que se extiende hasta la órbita de la Tierra.
Marte es mayor que Mercurio y está cuatro veces más lejos del sol, y sin embargo se piensa que el viento solar ha eliminado hasta un tercio de su atmósfera original, dejando una capa igual a 1/100 de la atmósfera de la Tierra. Se cree que el mecanismo de este agotamiento es que la atmósfera fue forzada dentro de las burbujas del campo magnético, las cuales fueron posteriormente arrancadas por el viento solar.
Los cinturones de Van Allen protegen la Tierra de los rayos cósmicos. Sin embargo, existe una zona llamada Anomalía del Atlántico Sur, que es una depresión en el campo magnético. En esta zona se registra una mayor radiación que en otros sectores, y afecta solamente a satélites que pasen por esta zona.

### Sobre las superficies planetarias
Mercurio, el planeta más cercano al Sol, recibe toda la fuerza de los vientos solares, la atmósfera que tiene es residual y transitoria, por lo que su superficie siempre es impactada por la radiación.
El satélite de la Tierra, la Luna, no tiene atmósfera ni campo magnético intrínseco, y en consecuencia, su superficie es bombardeada con toda la fuerza del viento solar. Las misiones del Programa Apolo y todas sus herramientas fueron cubiertas con aluminio desplegado y se usaron colectores pasivos en un intento de acceder a muestras de suelo lunar. Cuando la misión regresó y trajo las muestras de la superficie lunar, el estudio confirmó que el regolito lunar es rico en núcleos de los átomos depositados por el viento solar. Se ha especulado que estos elementos pueden llegar a ser recursos útiles para el futuro de las colonias en la Luna.

## Eventos notables
- Del 10 de mayo al 12 de mayo de 1999, el Advanced Composition Explorer (ACE) y la nave espacial Wind (satélite artificial) de la NASA observaron una disminución del 98 % de la densidad del viento solar. Esto permitió que los electrones energéticos del Sol fluyeran a la Tierra en haces estrechos conocidos como «strahl», lo que causó un evento de «lluvia polar» altamente inusual, en el cual una aurora polar visible apareció sobre el Polo Norte. Además, la magnetosfera de la Tierra aumentó entre 5 y 6 veces su tamaño normal.[15]
- El 13 de diciembre de 2010 el Voyager 1 determinó que la velocidad del viento solar, en su ubicación a 17 380 millones de kilómetros de la Tierra, había disminuido a cero. «Hemos llegado al punto en que el viento del Sol, que hasta ahora siempre ha tenido un movimiento hacia afuera, ya no se mueve hacia afuera; solo se mueve hacia los lados para que pueda terminar descendiendo por la cola de la heliosfera, que es un objeto parecido a un cometa», dijo el científico del proyecto Voyager Edward C. Stone.[16][17]